# Leopoldo da Alpandeire
Leopoldo da Alpandeire, al secolo  Francisco Tomás de San Juan Bautista Márquez Sánchez (Alpandeire, 24 giugno 1864 – Granada, 9 febbraio 1956), è stato un religioso spagnolo.
Frate cappuccino, è venerato come beato dalla Chiesa cattolica.
Passò la maggior parte della sua vita come frate mendicante per le strade di Granada, città in cui era conosciuto per la sua generosità verso i bisognosi. La sua disposizione a offrire consiglio e comprensione ha fatto sì che la devozione verso questo frate si sia estesa considerevolmente e sia frequente incontrare una stampa con la sua immagine nelle case andaluse. Viene considerato l'elemosiniere delle Tre Ave Maria.

## Biografia

### Gioventù
Nacque nella piccola località di Alpandeire, villaggio situato nella comarca montana della Serranía de Ronda, nella provincia di Malaga.
Fu il maggiore di quattro fratelli, di cui tre maschi; uno di loro morì giovane durante il servizio militare nella guerra di Cuba. La famiglia sebbene di condizione modesta, possedeva qualche capo caprino e coltivava da sé terreni a cereali e mandorli.
Frequentò solo la scuola elementare senza dimostrare speciali capacità. Fin da piccolo mostrò un'inclinazione verso la religione, come dimostra l'aneddoto che segue. A dieci anni, mentre si trovava nei campi, a custodire un gregge di capre con altri bambini, il cielo cominciò a rannuvolarsi minacciando un acquazzone. Sorsero varie idee sul da farsi. Il futuro Fra' Leopoldo propose di rifugiarsi in una grotta e recitare il rosario per sollecitare la protezione della Madonna, ma altri bambini non erano d'accordo e vollero dirigersi al villaggio il prima possibile. Alla fine si incamminarono verso Alpandeire senza implorare la protezione della Madonna, ma il ritorno fu interrotto da un fulmine che colpì e uccise il ragazzo che aveva proposto l'affrettato ritorno. Di questo tragico evento si parlò lungamente e probabilmente influì sulla sua futura decisione di farsi frate.
Trascorse tutta la sua infanzia e gioventù ad Alpandeire aiutando i genitori nel disbrigo dell'attività agricola, salvo il periodo del servizio militare (1887-1888) che espletò nel reggimento di fanteria "Pavía" a Malaga.

### Ingresso nell'Ordine cappuccino
Decise di dedicarsi alla vita religiosa dopo aver sentito predicare due cappuccini nella città di Ronda, in occasione della beatificazione di Diego José da Cadice nel 1894. Dopo vari tentativi andati falliti, entrò nei cappuccini nel 1899 come postulante nel convento di Siviglia. Nel 1900 emise i voti e ricevette il nome di fra Leopoldo da Alpandeire. Dopo le destinazioni di Antequera, Granada e di nuovo Siviglia, il 21 febbraio 1914 fu trasferito definitivamente al convento di Granada, dove risiedette per 42 anni.

### La vita a Granada
Permase ininterrottamente a Granada dal 1914 al 1956. Trascorse la maggior parte del tempo come frate mendicante, percorrendo la città a piedi ed entrando nelle abitazioni per chiedere offerte.
A poco a poco la sua figura si fece popolare, numerose persone richiedevano il suo consiglio o intermediazione
e lo si iniziò a conoscere come "l'umile elemosinante delle tre Ave Maria", perché queste erano le preghiere che dedicava a chi gli chiedeva una benedizione.

## Beatificazione
Un tribunale di cinque medici analizzò in Vaticano il caso di un malato che guarì invocando l'aiuto del frate cappuccino. Il tribunale emise all'unanimità parere favorevole nel febbraio del 2009.
Il 12 settembre 2010 fu solennemente dichiarato beato in una messa celebrata in nome di papa Benedetto XVI da Angelo Amato, prefetto della Congregazione per le Cause dei Santi, officiata nella base militare di Armilla con la concelebrazione di Francisco Javier Martínez, arcivescovo di Granada, Carlos Amigo Vallejo, cardinale e arcivescovo emerito di Siviglia, Antonio Cañizares Llovera, prefetto della Congregazione per il Culto Divino e la Disciplina dei Sacramenti e del superiore dei cappuccini. Assistettero alla Messa moltissimi fedeli, stimati fra 60.000 e 120.000, che dopo la lettura della lettera di papa Benedetto XVI che iscrive Fra' Leopoldo nel libro dei beati hanno venerato la reliquia del Beato (il metatarso del piede destro) esposta in un ostensorio realizzato dall'orefice granadino Miguel Moreno.